# Torneo Clausura 2017 (Bolivia)
El Torneo Clausura 2017 es el tercer y último de la Temporada 2016–17 que se adecua al año calendario. Comenzó el 28 de julio y finalizará el 17 de diciembre. Coronará un campeón que clasificará a la Copa Conmebol Libertadores 2018 como Bolivia 3. Pero en caso de que Bolívar o The Strongest se consagren en el presente, se le asignará un premio económico equivalente a la primera fase de la Copa Sudamericana, esto debido a que ningún club puede jugar dos competencias simultáneas el mismo año por disposición de la Conmebol.  El cupo Bolivia 3 será asignado al segundo o tercer lugar de este torneo que no este aún clasificado a un torneo internacional.

## Tabla de posiciones
| Pos. | Equipo            | Pts. | PJ | PG | PE | PP | GF | GC | Dif. |
| ---- | ----------------- | ---- | -- | -- | -- | -- | -- | -- | ---- |
| 1.º  | Bolívar *         | 44   | 22 | 12 | 6  | 4  | 35 | 26 | 9    |
| 2.º  | The Strongest     | 40   | 22 | 12 | 4  | 6  | 42 | 24 | 18   |
| 3.º  | Wilstermann **    | 37   | 22 | 12 | 4  | 6  | 38 | 23 | 15   |
| 4.º  | San José          | 33   | 22 | 10 | 3  | 9  | 31 | 26 | 5    |
| 5.º  | Blooming          | 32   | 22 | 7  | 11 | 4  | 24 | 16 | 8    |
| 6.º  | Oriente Petrolero | 28   | 22 | 7  | 7  | 8  | 28 | 30 | −2   |
| 7.º  | Guabirá           | 28   | 22 | 8  | 4  | 10 | 29 | 32 | −3   |
| 8.º  | Universitario     | 26   | 22 | 7  | 5  | 10 | 26 | 34 | −8   |
| 9.º  | Petrolero         | 25   | 22 | 6  | 7  | 9  | 24 | 23 | 1    |
| 10.º | Real Potosí       | 25   | 22 | 7  | 4  | 11 | 21 | 36 | −15  |
| 11.º | Sport Boys        | 23   | 22 | 6  | 5  | 11 | 25 | 40 | −15  |
| 12.º | Nacional Potosí   | 21   | 22 | 6  | 3  | 13 | 25 | 35 | −10  |

|    |                         |
|    | Campeón del torneo      |
| *  | Le asignaron 2 puntos   |
| ** | Le descontaron 3 puntos |

 Fecha de actualización: 08 de diciembre de 2017

### Evolución de las posiciones
| Equipo / Fecha    | 2    | 3    | 4    | 5    | 6    | 7    | 1     | 8     | 9     | 10   | 11   | 12   | 13   | 14   | 15   | 16   | 17   | 18   | 19   | 20   | 21   | 22   |
| ----------------- | ---- | ---- | ---- | ---- | ---- | ---- | ----- | ----- | ----- | ---- | ---- | ---- | ---- | ---- | ---- | ---- | ---- | ---- | ---- | ---- | ---- | ---- |
| Blooming          | 05.° | 08.° | 07.° | 06.° | 05.° | 07.° | 06.°  | 09.°  | 06.°  | 06.° | 05.° | 05.° | 05.° | 04.° | 04.° | 04.° | 03.° | 05.° | 05.° | 05.° | 05.° | 05.° |
| Bolívar           | 12.° | 12.° | 12.° | 10.° | 07.° | 04.° | 04.°  | 03.°  | 02.°  | 02.° | 01.° | 01.° | 01.° | 01.° | 01.° | 01.° | 01.° | 01   | 01.° | 01.° | 01.° | 01.° |
| Guabirá           | 01.° | 06.° | 09.° | 08.° | 06.° | 06.° | 07.°  | 05.°  | 07.°  | 09.° | 11.° | 09.° | 10.° | 11.° | 11.° | 10.° | 10.° | 10.° | 10.° | 10.° | 08.° | 07 ° |
| Wilstermann       | 02.° | 01.° | 01.° | 01.° | 01.° | 01.° | 01.°  | 01.°  | 01.°  | 01.° | 02.° | 04.° | 02.° | 02.° | 02.° | 03.° | 05.° | 03.° | 03.° | 03.° | 03.° | 03.° |
| Nacional Potosí   | 06.° | 09.° | 11.° | 12.° | 09.° | 10.° | 11.°  | 12.°  | 12.°  | 12.° | 12.° | 12.° | 12.° | 12.° | 12.° | 12.° | 12.° | 12.° | 11.° | 11.° | 12.° | 12.° |
| Oriente Petrolero | 03.° | 02.° | 02.° | 02.° | 02.° | 03.° | 02.°  | 02.°  | 03.°  | 03.° | 04.° | 02.° | 03.° | 05.° | 05.° | 06.° | 06.° | 06.° | 06.° | 06.° | 06.° | 06.° |
| Petrolero         | 07.° | 03.° | 03.° | 03.° | 04.° | 05.° | *05.° | *07.° | *04.° | 05.° | 06.° | 06.° | 07.° | 08.° | 08.° | 08.° | 08.° | 09.° | 08.° | 09.° | 07.° | 09.° |
| Real Potosí       | 11.° | 07.° | 10.° | 11.° | 12.° | 09.° | *10°  | *08.° | *11.° | 11.° | 09.° | 10.° | 08.° | 06.° | 07.° | 07.° | 07.° | 07.° | 07.° | 07.° | 09.° | 10.° |
| San José          | 04.° | 04.° | 05.° | 07.° | 10.° | 08.° | 09.°  | 11.°  | 10.°  | 10.° | 08.° | 07.° | 06.° | 07.° | 06.° | 05.° | 04.° | 04.° | 04.° | 04.° | 04.° | 04.° |
| Sport Boys        | 08.° | 10.° | 06.° | 05.° | 08.° | 12.° | 08.°  | 06.°  | 09.°  | 07.° | 07.° | 08.° | 09.° | 10.° | 10.° | 11.° | 11.° | 11.° | 12.° | 12.° | 11.° | 11.° |
| The Strongest     | 09.° | 05.° | 04.° | 04.° | 03.° | 03.° | 03.°  | 04.°  | 05.°  | 04.° | 03.° | 03.° | 04.° | 03.° | 03.° | 02.° | 02.° | 02.° | 02.° | 02.° | 02.° | 02.° |
| Universitario     | 10.° | 11.° | 08.° | 09.° | 11.° | 11.° | 12.°  | 10.°  | 08.°  | 08.° | 10.° | 11.° | 11.° | 09.° | 11.° | 09.° | 09.° | 08.° | 09.° | 08.° | 10.° | 08.° |

|  |

- Con un partido pendiente.

## Resultados
| Local / Visita    | BLO | BOL | GUA | NAL | OP  | PET | RPO | SJ  | SB  | TS  | UNI | WIL |
| ----------------- | --- | --- | --- | --- | --- | --- | --- | --- | --- | --- | --- | --- |
| Blooming          |     | 1–2 | 2–2 | 4–2 | 2–2 | 1–0 | 0–0 | 2–0 | 2–0 | 0–0 | 4–0 | 1–0 |
| Bolívar           | 2–0 |     | 3–0 | 3–1 | 1–1 | 2–0 | 1–0 | 2–1 | 2–0 | 0–0 | –   | 1–1 |
| Guabirá           | 0–0 | 3–0 |     | 4–0 | –   | 2–1 | –   | 3–1 | 0–2 | 2–0 | 2–1 | 0–1 |
| Nacional Potosí   | 0–0 | –   | 2–1 |     | 0–0 | 2–0 | 0–1 | –   | 3–2 | 1–2 | 2–3 | 2–0 |
| Oriente Petrolero | 0–0 | 5–1 | 3–1 | 2–0 |     | 2–2 | 3–1 | 1–2 | –   | 1–1 | 1–0 | 2–1 |
| Petrolero         | –   | 2–0 | 4–3 | 0–1 | 3–0 |     | 0–0 | 1–0 | 0–0 | 0–1 | 2–0 | 1–3 |
| Real Potosí       | 2–0 | 2–3 | 2–0 | 2–1 | 1–0 | 1–1 |     | 1–2 | 2–1 | 1–2 | 1–1 | 2–5 |
| San José          | 1–1 | 1–1 | 2–0 | 1–0 | 1–2 | 1–0 | 3–0 |     | –   | 4–0 | 4–3 | 3–1 |
| Sport Boys        | 1–1 | 1–3 | 1–1 | 3–2 | 1–1 | 1–4 | 0–1 | 1–0 |     | 1–5 | 1–1 | 1–0 |
| The Strongest     | 1–0 | 1–2 | 3–0 | 2–1 | 5–0 | 1–1 | –   | 1–2 | 5–1 |     | 3–2 | –   |
| Universitario     | 0–2 | 1–2 | 1–1 | 2–0 | 1–0 | 0–0 | 2–1 | 0–0 | 2–0 | 2–0 |     | 2–4 |
| Wilstermann       | –   | 2–2 | 3–0 | 2–1 | 2–0 | 1–1 | 2–0 | 1–0 | 3–1 | 1–2 | 3–0 |     |

## Fixture
| Oriente Petrolero | 3 - 1 | Real Potosí | Juan Carlos Durán     | 28 de julio | 15:30 |
| Petrolero         | 0 - 0 | Sport Boys  | Federico Ibarra       | 29 de julio | 15:00 |
| Universitario     | 2 - 4 | Wilstermann | Olímpico Patria       | 29 de julio | 17:15 |
| Guabirá           | 3 - 0 | Bolívar     | Gilberto Parada       | 30 de julio | 15:00 |
| Nacional Potosí   | 0 - 0 | Blooming    | Víctor Agustín Ugarte | 30 de julio | 15:00 |
| The Strongest     | 1 - 2 | San José    | Hernando Siles        | 30 de julio | 17:15 |

| The Strongest     | 5 - 1 | Sport Boys    | Hernando Siles        | 3 de agosto | 20:00 |
| Wilstermann       | 3 - 0 | Guabirá       | Felix Capriles        | 4 de agosto | 20:00 |
| Petrolero         | 2 - 0 | Bolívar       | Federico Ibarra       | 6 de agosto | 15:00 |
| Oriente Petrolero | 1 - 0 | Universitario | Juan Carlos Durán     | 7 de agosto | 15:00 |
| San José          | 1 - 1 | Blooming      | Jesús Bermúdez        | 7 de agosto | 17:15 |
| Nacional Potosí   | 0 - 1 | Real Potosí   | Víctor Agustín Ugarte | 9 de agosto | 19:30 |

| Petrolero         | 1 - 0 | San José      | Provincial de Yacuiba   | 11 de agosto | 15:00 |
| Guabirá           | 0 - 2 | Sport Boys    | Gilberto Parada         | 12 de agosto | 15:00 |
| Universitario     | 2 - 1 | Real Potosí   | Olímpico Patria         | 13 de agosto | 15:00 |
| Bolívar           | 1 - 1 | Wilstermann   | Hernando Siles          | 13 de agosto | 16:00 |
| Nacional Potosí   | 1 - 2 | The Strongest | Víctor Agustín Ugarte   | 13 de agosto | 17:15 |
| Oriente Petrolero | 0 - 0 | Blooming      | Ramón Tahuichi Aguilera | 13 de agosto | 19:30 |

| Wilstermann   | 2 - 1 | Nacional Potosí   | Capitán José Angulo      | 19 de agosto | 15:00 |
| The Strongest | 1 - 1 | Petrolero         | Rafael Mendoza Castellón | 19 de agosto | 17:15 |
| Sport Boys    | 1 - 1 | Universitario     | Samuel Vaca              | 19 de agosto | 19:30 |
| Real Potosí   | 2 - 3 | Bolívar           | Víctor Agustín Ugarte    | 20 de agosto | 15:00 |
| San José      | 1 - 2 | Oriente Petrolero | Jesús Bermúdez           | 20 de agosto | 17:15 |
| Blooming      | 2 - 2 | Guabirá           | Ramón Tahuichi Aguilera  | 20 de agosto | 19:30 |

| Guabirá           | 3 - 1 | San José        | Gilberto Parada         | 23 de agosto | 15:00 |
| Real Potosí       | 2 - 5 | Wilstermann     | Víctor Agustín Ugarte   | 23 de agosto | 20:00 |
| Petrolero         | 0 - 1 | Nacional Potosí | Federico Ibarra         | 24 de agosto | 15:00 |
| Universitario     | 0 - 2 | Blooming        | Olímpico Patria         | 24 de agosto | 18:15 |
| Bolívar           | 2 - 0 | Sport Boys      | Hernando Siles          | 24 de agosto | 20:00 |
| Oriente Petrolero | 1 - 1 | The Strongest   | Ramón Tahuichi Aguilera | 24 de agosto | 20:30 |

| Wilstermann   | 1 - 0 | San José          | Félix Capriles          | 27 de agosto     | 17:15 |
| Universitario | 1 - 1 | Guabirá           | Olímpico Patria         | 2 de septiembre  | 15:00 |
| Sport Boys    | 3 - 2 | Nacional Potosí   | Samuel Vaca             | 13 de septiembre | 15:00 |
| Bolívar       | 1 - 1 | Oriente Petrolero | Hernando Siles          | 13 de septiembre | 20:00 |
| Blooming      | 0 - 0 | The Strongest     | Ramón Tahuichi Aguilera | 13 de septiembre | 20:30 |
| Real Potosí   | 1 - 1 | Petrolero         | Víctor Agustín Ugarte   | 8 de octubre     | 15:00 |

| Sport Boys      | 0 - 1 | Real Potosí       | Samuel Vaca              | 8 de septiembre  | 15:00 |
| San José        | 4 - 3 | Universitario     | Jesús Bermúdez           | 9 de septiembre  | 15:00 |
| The Strongest   | 3 - 0 | Guabirá           | Rafael Mendoza Castellón | 9 de septiembre  | 17:15 |
| Wilstermann     | 1 - 1 | Petrolero         | Félix Capriles           | 10 de septiembre | 15:00 |
| Blooming        | 1 - 2 | Bolívar           | Ramón Tahuichi Aguilera  | 10 de septiembre | 15:00 |
| Nacional Potosí | 0 - 0 | Oriente Petrolero | Víctor Agustín Ugarte    | 10 de septiembre | 17:15 |

| Guabirá           | 4 - 0 | Nacional Potosí | Gilberto Parada         | 16 de septiembre | 15:00 |
| Real Potosí       | 2 - 0 | Blooming        | Víctor Agustín Ugarte   | 16 de septiembre | 17:15 |
| Sport Boys        | 1 - 0 | Wilstermann     | Samuel Vaca             | 17 de septiembre | 15:00 |
| Bolívar           | 2 - 1 | San José        | Hernando Siles          | 17 de septiembre | 16:00 |
| Universitario     | 2 - 0 | The Strongest   | Olímpico Patria         | 17 de septiembre | 17:15 |
| Oriente Petrolero | 2 - 2 | Petrolero       | Ramón Tahuichi Aguilera | 17 de septiembre | 19:30 |

| Petrolero       | 4 - 3 | Guabirá           | Provincial de Yacuiba   | 23 de septiembre | 15:00 |
| Nacional Potosí | 2 - 3 | Universitario     | Víctor Agustín Ugarte   | 23 de septiembre | 17:15 |
| The Strongest   | 1 - 2 | Bolívar           | Hernando Siles          | 24 de septiembre | 15:00 |
| San José        | 3 - 0 | Real Potosí       | Jesús Bermúdez          | 24 de septiembre | 17:15 |
| Blooming        | 2 - 0 | Sport Boys        | Ramón Tahuichi Aguilera | 24 de septiembre | 19:30 |
| Wilstermann     | 2 - 0 | Oriente Petrolero | Félix Capriles          | 24 de septiembre | 20:00 |

| Real Potosí       | 1 - 2 | The Strongest   | Víctor Agustín Ugarte   | 27 de septiembre | 20:00 |
| Bolívar           | 3 - 1 | Nacional Potosí | Hernando Siles          | 27 de septiembre | 20:00 |
| Oriente Petrolero | 3 - 1 | Guabirá         | Ramón Tahuichi Aguilera | 27 de septiembre | 20:30 |
| Sport Boys        | 1 - 0 | San José        | Samuel Vaca             | 28 de septiembre | 15:00 |
| Universitario     | 0 - 0 | Petrolero       | Olímpico Patria         | 28 de septiembre | 18:15 |
| Blooming          | 1 - 0 | Wilstermann     | Ramón Tahuichi Aguilera | 28 de septiembre | 20:30 |

| San José      | 1 - 0 | Nacional Potosí   | Jesús Bermúdez          | 14 de octubre | 15:00 |
| Blooming      | 1 - 0 | Petrolero         | Ramón Tahuichi Aguilera | 14 de octubre | 19:30 |
| Real Potosí   | 2 - 0 | Guabirá           | Víctor Agustín Ugarte   | 15 de octubre | 15:00 |
| Universitario | 1 - 2 | Bolívar           | Olímpico Patria         | 15 de octubre | 15:00 |
| Wilstermann   | 1 - 2 | The Strongest     | Capitán José Angulo     | 15 de octubre | 17:15 |
| Sport Boys    | 1 - 1 | Oriente Petrolero | Samuel Vaca             | 15 de octubre | 19:30 |

| Guabirá           | 2 - 1 | Universitario | Gilberto Parada         | 18 de octubre | 15:00 |
| Nacional Potosí   | 3 - 2 | Sport Boys    | Víctor Agustín Ugarte   | 18 de octubre | 19:30 |
| Oriente Petrolero | 5 - 1 | Bolívar       | Ramón Tahuichi Aguilera | 18 de octubre | 20:30 |
| Petrolero         | 0 - 0 | Real Potosí   | Federico Ibarra         | 19 de octubre | 15:00 |
| San José          | 3 - 1 | Wilstermann   | Jesús Bermúdez          | 19 de octubre | 18:30 |
| The Strongest     | 1 - 0 | Blooming      | Hernando Siles          | 19 de octubre | 20:30 |

| Bolívar     | 3 - 0 | Guabirá           | Hernando Siles          | 21 de octubre | 20:00 |
| Wilstermann | 3 - 0 | Universitario     | Capitán José Angulo     | 22 de octubre | 15:00 |
| Real Potosí | 1 - 0 | Oriente Petrolero | Víctor Agustín Ugarte   | 22 de octubre | 17:15 |
| San José    | 4 - 0 | The Strongest     | Jesús Bermúdez          | 22 de octubre | 17:15 |
| Sport Boys  | 1 - 4 | Petrolero         | Samuel Vaca             | 22 de octubre | 19:30 |
| Blooming    | 4 - 2 | Nacional Potosí   | Ramón Tahuichi Aguilera | 23 de octubre | 20:30 |

| Universitario | 1 - 0 | Oriente Petrolero | Olímpico Patria         | 28 de octubre | 17:15 |
| Guabirá       | 0 - 1 | Wilstermann       | Gilberto Parada         | 29 de octubre | 15:00 |
| Sport Boys    | 1 - 5 | The Strongest     | Samuel Vaca             | 29 de octubre | 15:00 |
| Bolívar       | 2 - 0 | Petrolero         | Hernando iles           | 29 de octubre | 16:00 |
| Real Potosí   | 2 - 1 | Nacional Potosí   | Víctor Agustín Ugarte   | 29 de octubre | 17:15 |
| Blooming      | 2 - 0 | San José          | Ramón Tahuichi Aguilera | 29 de octubre | 20:30 |

| San José      | 1 - 0 | Petrolero         | Jesús Bermúdez          | 4 de noviembre | 15:00 |
| The Strongest | 2 - 1 | Nacional Potosí   | Hernando Siles          | 4 de noviembre | 17:15 |
| Real Potosí   | 1 - 1 | Universitario     | Víctor Agustín Ugarte   | 5 de noviembre | 15:00 |
| Sport Boys    | 1 - 1 | Guabirá           | Samuel Vaca             | 5 de noviembre | 15:00 |
| Wilstermann   | 2 - 2 | Bolívar           | Capitán José Angulo     | 5 de noviembre | 17:15 |
| Blooming      | 2 - 2 | Oriente Petrolero | Ramón Tahuichi Aguilera | 5 de noviembre | 19:30 |
| 1.            |       |                   |                         |                |       |

| Petrolero         | 0 - 1 | The Strongest | Provincial de Yacuiba   | 11 de noviembre | 15:00 |
| Universitario     | 2 - 0 | Sport Boys    | Olímpico Patria         | 11 de noviembre | 17:15 |
| Guabirá           | 0 - 0 | Blooming      | Gilberto Parada         | 12 de noviembre | 15:00 |
| Bolívar           | 1 - 0 | Real Potosí   | Hernando Siles          | 12 de noviembre | 16:00 |
| Nacional Potosí   | 2 - 0 | Wilstermann   | Víctor Agustín Ugarte   | 12 de noviembre | 17:15 |
| Oriente Petrolero | 1 - 2 | San José      | Ramón Tahuichi Aguilera | 12 de noviembre | 19:30 |

| Wilstermann     | 2 - 0 | Real Potosí       | Capitán José Angulo     | 17 de noviembre | 15:00 |
| Sport Boys      | 1 - 3 | Bolívar           | Samuel Vaca             | 18 de noviembre | 15:00 |
| Nacional Potosí | 2 - 0 | Petrolero         | Víctor Agustín Ugarte   | 18 de noviembre | 19:30 |
| The Strongest   | 5 - 0 | Oriente Petrolero | Hernando Siles          | 19 de noviembre | 15:00 |
| San José        | 2 - 0 | Guabirá           | Jesús Bermúdez          | 19 de noviembre | 17:15 |
| Blooming        | 4 - 0 | Universitario     | Ramón Tahuichi Aguilera | 19 de noviembre | 19:30 |

| Petrolero         | 1 - 3 | Wilstermann     | Federico Ibarra         | 25 de noviembre | 16:00 |
| Oriente Petrolero | 2 - 0 | Nacional Potosí | Ramón Tahuichi Aguilera | 25 de noviembre | 17:15 |
| Guabirá           | 2 - 0 | The Strongest   | Gilberto Parada         | 26 de noviembre | 15:00 |
| Bolívar           | 2 - 0 | Blooming        | Hernando Siles          | 26 de noviembre | 16:00 |
| Universitario     | 0 - 0 | San José        | Olímpico Patria         | 26 de noviembre | 17:15 |
| Real Potosí       | 2 - 1 | Sport Boys      | Víctor Agustín Ugarte   | 26 de noviembre | 19:30 |

| Wilstermann     | 3 - 1 | Sport Boys        | Capitán José Angulo      | 30 de noviembre | 15:00 |
| Nacional Potosí | 2 - 1 | Guabirá           | Víctor Agustín Ugarte    | 30 de noviembre | 18:15 |
| Blooming        | 0 - 0 | Real Potosí       | Ramón Tahuichi Aguilera  | 30 de noviembre | 20:30 |
| Petrolero       | 3 - 0 | Oriente Petrolero | Federico Ibarra          | 1 de diciembre  | 15:00 |
| San José        | 1 - 1 | Bolívar           | Jesús Bermúdez           | 1 de diciembre  | 18:15 |
| The Strongest   | 3 - 2 | Universitario     | Rafael Mendoza Castellón | 1 de diciembre  | 20:30 |

| Guabirá           | 2 - 1 | Petrolero       | Gilberto Parada         | 6 de diciembre | 15:00 |
| Universitario     | 2 - 0 | Nacional Potosí | Olímpico Patria         | 6 de diciembre | 20:00 |
| Sport Boys        | 1 - 1 | Blooming        | Samuel Vaca             | 7 de diciembre | 17:00 |
| Real Potosí       | 1 - 2 | San José        | Víctor Agustín Ugarte   | 7 de diciembre | 17:00 |
| Bolívar           | 0 - 0 | The Strongest   | Hernando Siles          | 7 de diciembre | 20:30 |
| Oriente Petrolero | 2 - 1 | Wilstermann     | Ramón Tahuichi Aguilera | 7 de diciembre | 20:30 |

| Petrolero       | 2 - 0 | Universitario     | Federico Ibarra       | 9 de diciembre  | 15:00 |
| Guabirá         | 1 - 0 | Oriente Petrolero | Gilberto Parada       | 10 de diciembre | 15:00 |
| Wistermann      | 0 - 0 | Blooming          | Capitán José Angulo   | 10 de diciembre | 15:00 |
| Nacional Potosí | 1 - 1 | Bolívar (C)       | Víctor Agustín Ugarte | 10 de diciembre | 15:00 |
| San José        | 1 - 2 | Sport Boys        | Jesús Bermúdez        | 10 de diciembre | 15:00 |
| The Strongest   | 6 - 0 | Real Potosí       | Hernando Siles        | 10 de diciembre | 15:00 |

| Oriente Petrolero | 2 - 3 | Sport Boys    | Ramón Tahuichi Aguilera  | 14 de diciembre | 20:30 |
| Bolívar           | 1 - 2 | Universitario | Hernando Siles           | 17 de diciembre | 15:00 |
| Petrolero         | 1 - 1 | Blooming      | Federico Ibarra          | 17 de diciembre | 15:00 |
| Guabirá           | 3 - 0 | Real Potosí   | Gilberto Parada          | 17 de diciembre | 15:00 |
| Nacional Potosí   | 3 - 1 | San José      | Víctor Agustín Ugarte    | 17 de diciembre | 15:00 |
| The Strongest     | 1 - 2 | Wilstermann   | Rafael Mendoza Castellón | 17 de diciembre | 15:00 |

### Campeón
|                                        |
| Bolívar 28° Título de Primera División |

## Entrenadores
| Equipo                                           | Entrenador/es                                               | Fechas           |
| ------------------------------------------------ | ----------------------------------------------------------- | ---------------- |
| Blooming                                         | Jeaustin Campos                                             | Todas            |
| Bolívar                                          | Beñat San José                                              | Todas            |
| Guabirá                                          | Víctor Hugo Antelo                                          | Todas            |
| Nacional Potosí                                  | Carlos Fabián Leeb                                          | 2.ª              |
| Nacional Potosí                                  | Víctor Hugo Andrada                                         | 3.ª a 8.ª        |
| Nacional Potosí                                  | Marco Moncayo (interino)                                    | 9.ª              |
| Nacional Potosí                                  | Ángel Pérez García                                          | 10.ª en adelante |
| Oriente Petrolero                                | Eduardo Villegas                                            | 2.ª en 16.ª      |
| Oriente Petrolero                                | Francisco Takeo (interino)                                  | 17.ª a 22.ª      |
| Petrolero                                        | Óscar Garvizú                                               | Todas            |
| Real Potosí                                      | Adonis Troche                                               | 2.ª a 5.ª        |
| Real Potosí                                      | Julio Zamora                                                | 6.ª a 15.ª       |
| Real Potosí                                      | Lucio Hinojosa (interino)                                   | 16.ª a 18.ª      |
| Real Potosí                                      | Henry Lapczyk                                               | 19.ª a 22.ª      |
| San José                                         | Julio César Uribe                                           | 2.ª a 1.ª        |
| San José                                         | Néstor Clausen                                              | 7.ª a 22.ª       |
| Sport Boys                                       | Pablo Caballero                                             | 2.ª a 5.ª        |
| Sport Boys                                       | Sergio Apaza                                                | 6.ª a 13.ª       |
| Sport Boys                                       | Javier Suárez (interino)                                    | 14.ª             |
| Sport Boys                                       | Marcos Ferrufino                                            | 15.ª a 22.ª      |
| The Strongest                                    | César Farías                                                | 2.ª a 3.ª        |
| The Strongest                                    | César Marcano (interino)                                    | 4.ª              |
| The Strongest                                    | Daniel Farías                                               | 5.ª a 22.ª       |
| Universitario                                    | Edgardo Malvestiti                                          | 2.ª a 11.ª       |
| Universitario                                    | Dayler Gutiérrez (interino) Gustavo Gois de Lira (interino) | 12.ª a 13.ª      |
| Universitario                                    | Óscar Sanz                                                  | 14.ª a 22.ª      |
| Wilstermann                                      | Roberto Mosquera                                            | 2.ª a 15.ª       |
| Wilstermann                                      | Álvaro Peña                                                 | 16.ª a 22.ª      |
| * El Torneo comenzó oficialmente con la fecha 2. |                                                             |                  |

## Estadísticas

### Máximos goleadores
| Pos. | Jugador               | Equipo                 | Goles | Penal | PJ | Media |
| ---- | --------------------- | ---------------------- | ----- | ----- | -- | ----- |
| 1°   | Gilbert Álvarez       | Wilstermann            | 15    | 0     | 20 | 0.75  |
| 2°   | Carlos Saucedo        | San José               | 13    | 1     | 22 | 0.59  |
| 3°   | Dionatan Machado      | Universitario de Sucre | 11    | 3     | 16 | 0.69  |
| 4°   | José Alí Meza         | Oriente Petrolero      | 9     | 1     | 17 | 0.53  |
| 4°   | José Alfredo Castillo | Guabirá                | 9     | 2     | 18 | 0.5   |
| 5°   | Rodrigo Vargas        | Petrolero              | 8     | 0     | 14 | 0.57  |
| 5°   | Juan Carlos Arce      | Bolívar                | 8     | 2     | 16 | 0.5   |
| 5°   | Cristián Alessandrini | Nacional Potosí        | 8     | 1     | 18 | 0.44  |
| 5°   | Vladimir Castellón    | Real Potosí            | 8     | 0     | 21 | 0.38  |
| 6°   | Marcos Riquelme       | Bolívar                | 7     | 0     | 20 | 0.35  |
| 6°   | Leonardo Vaca         | Blooming               | 7     | 0     | 20 | 0.35  |
| 6°   | Imanol Iriberri       | Sport Boys             | 7     | 2     | 20 | 0.35  |
| 6°   | Marcelo Aguirre       | Guabirá                | 7     | 0     | 22 | 0.32  |
| 6°   | William Ferreira      | Bolívar                | 6     | 0     | 14 | 0.43  |
| 6°   | Marcelo Argüello      | Universitario de Sucre | 6     | 0     | 16 | 0.38  |
| 6°   | Alejandro Quintana    | Blooming               | 6     | 0     | 19 | 0.32  |
| 6°   | Pablo Escobar         | The Strongest          | 6     | 1     | 19 | 0.32  |
| 6°   | Gastón Sirino         | Bolívar                | 6     | 0     | 20 | 0.3   |
| 6°   | Eduardo Fierro        | Bolívar                | 6     | 0     | 21 | 0.29  |
| 6°   | César Pereyra         | Blooming               | 6     | 0     | 21 | 0.29  |

Fuentes: Página web oficial; CONMEBOL;
Soccerway

### Máximos asistentes
| Pos. | Jugador               | Equipo          | Asistencias | PJ |
| ---- | --------------------- | --------------- | ----------- | -- |
| 1°   | Pablo Escobar         | The Strongest   | 13          | 19 |
| 2°   | Serginho              | Wilstermann     | 11          | 20 |
| 3°   | Juan Carlos Arce      | Bolívar         | 6           | 16 |
| 3°   | Wilson Álvarez        | Guabirá         | 6           | 17 |
| 3°   | Javier Sanguinetti    | San José        | 6           | 17 |
| 4°   | Cristián Alessandrini | Nacional Potosí | 5           | 18 |
| 4°   | Gualberto Mojica      | Guabirá         | 5           | 18 |
| 4°   | Cristian Chávez       | Wilstermann     | 5           | 19 |
| 4°   | Darwin Peña           | Real Potosí     | 5           | 20 |
| 4°   | Marcos Riquelme       | Bolívar         | 5           | 20 |
| 4°   | Leonardo Vaca         | Blooming        | 5           | 20 |
| 4°   | Alejandro Chumacero   | The Strongest   | 5           | 21 |

Fuente: livefutbol

### Récords de goles
- Primer gol de la temporada: Anotado por Alan Mercado para Oriente Petrolero contra Real Potosí (28 de julio de 2017).[1]
- Último gol de la temporada: Anotado por Carlos Saucedo para San José contra Nacional Potosí (17 de diciembre de 2017).
- Gol más rápido: Anotado en el minuto 1 por Luis Haquin en el Blooming 2 - 2 Oriente Petrolero (5 de noviembre de 2017).[2]
- Gol más cercano al final del encuentro: Anotado en el minuto 96 por Carlos Saucedo en el San José 4 - 0 The Strongest (22 de octubre de 2017).[3]

### Tripletas o pókers
Aquí se encuentra la lista de tripletas o hat-tricks y póker de goles (en general, tres o más goles anotados por un jugador en un mismo encuentro) convertidos en el torneo.
| Fecha      | Jugador          | Goles       | Local         | Resultado | Visitante     | Jornada    |
| ---------- | ---------------- | ----------- | ------------- | --------- | ------------- | ---------- |
| 3/8/2017   | Matías Alonso    | 7' 10' 70'  | The Strongest | 5 - 1     | Sport Boys    | Jornada 3  |
| 20/8/2017  | Juan Carlos Arce | 35' 72' 80' | Real Potosí   | 2 - 3     | Bolívar       | Jornada 5  |
| 23/9/2017  | Rodrigo Vargas   | 24' 29' 63' | Petrolero     | 4 - 3     | Guabirá       | Jornada 9  |
| 19/11/2017 | Leonardo Vaca    | 62' 81' 88' | Blooming      | 4 - 0     | Universitario | Jornada 17 |
| 30/11/2017 | Gilbert Álvarez  | 6' 51' 77'  | Wilstermann   | 3 - 1     | Sport Boys    | Jornada 19 |